# 35. SS- und Polizei-Grenadier-Division
La 35. SS- und Polizei-Grenadier-Division fu costituita a partire dal marzo 1945 quando il 29. Reggimento di polizia SS e il 30. Reggimento di polizia SS furono trasferiti nelle Waffen-SS; queste due unità, già parte della Ordnungspolizei, avevano servito nella Brigata di polizia Wirth. Il nuovo 14. Reggimento di polizia SS venne in seguito unito alle altre due unità per costituire la nuova divisione.

## La battaglia di Berlino
A partire dalla metà di aprile del 1945 la divisione occupò diverse posizioni lungo il fiume Neisse a sud-est di Berlino. L'offensiva sovietica contro Berlino iniziò il 16 aprile; quattro giorni dopo elementi della divisione furono trasferiti lungo il fiume Spree per arginare lo sfondamento sovietico, mentre il resto della divisione mantenne la posizione lungo il fiume Neisse fino al 26 aprile quando la schiacciante superiorità sovietica costrinse a lasciare la linea.
Il 27 aprile il quartier generale della divisione venne trasferito nei pressi di Halbe, ma la morte del comandante Rüdiger Pipkorn aveva gettato nel panico completo diverse unità, i cui resti furono aggregati con le divisioni "Nederland", "30. Januar", la 36. Waffen-Grenadier-Division der SS, lo Schwere Panzerabteilung 502 e altre unità dell'esercito.
Il 29 aprile la situazione era ormai diventata insostenibile, per cui diverse sezioni della divisione cercarono di raggiungere le linee americane appostate lungo le linee dell'Elba; all'inizio di maggio la divisione aveva cessato di esistere.

## Teatri operativi
- Fronte orientale, febbraio-maggio 1945

## Comandanti
| Grado               | Nome            | Inizio        | Fine        |
| SS-Oberführer       | Johannes Wirth  | febbraio 1945 | marzo 1945  |
| SS-Standartenführer | Rüdiger Pipkorn | marzo 1945    | aprile 1945 |

## Ordine di battaglia
- SS-Polizei-Grenadier-Regiment 89 (I. - III.)
- SS-Polizei-Grenadier-Regiment 90 (I. und II.)
- SS-Polizei-Grenadier-Regiment 91 (I. und II.)
- SS-Polizei-Artillerie-Regiment 35 (I. - III.)
  - SS-Polizei-Füsilier-Abteilung 35
  - SS-Panzerjäger-Abteilung 35
  - SS-Polizei-Pionier-Bataillon 35
  - SS-Polizei-Nachrichten-Abteilung 35
- SS-Versorgungs-Regiment 35
  - SS-Feldgendarmerie-Trupp 35

Fonte